# Galago
Vượn thỏ (Galago) là một chi động vật có vú trong họ Galagidae, bộ Linh trưởng. Chi này được É. Geoffroy miêu tả năm 1796. Loài điển hình của chi này là Galago senegalensis É. Geoffroy, 1796.

## Hình ảnh

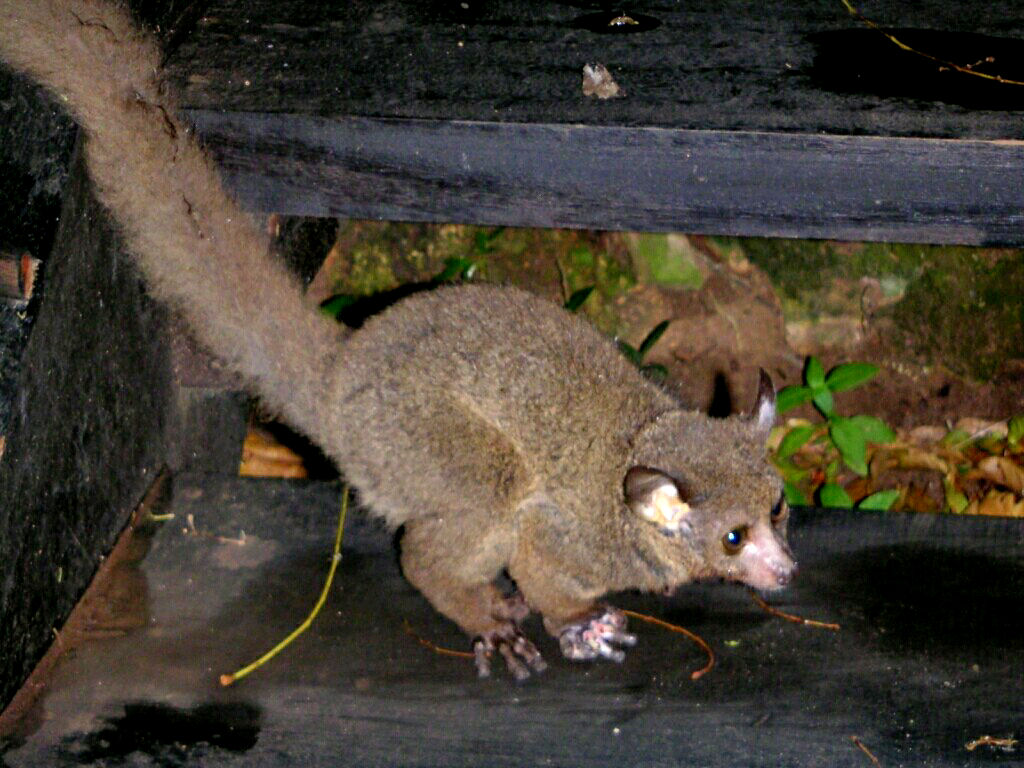
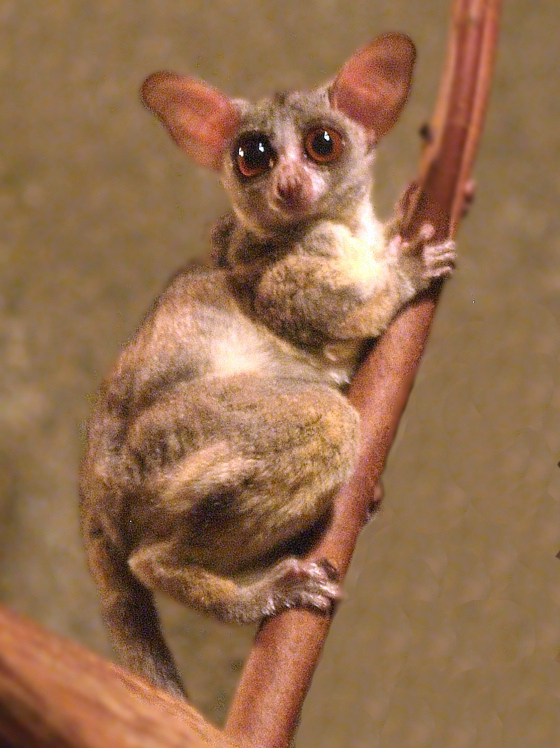
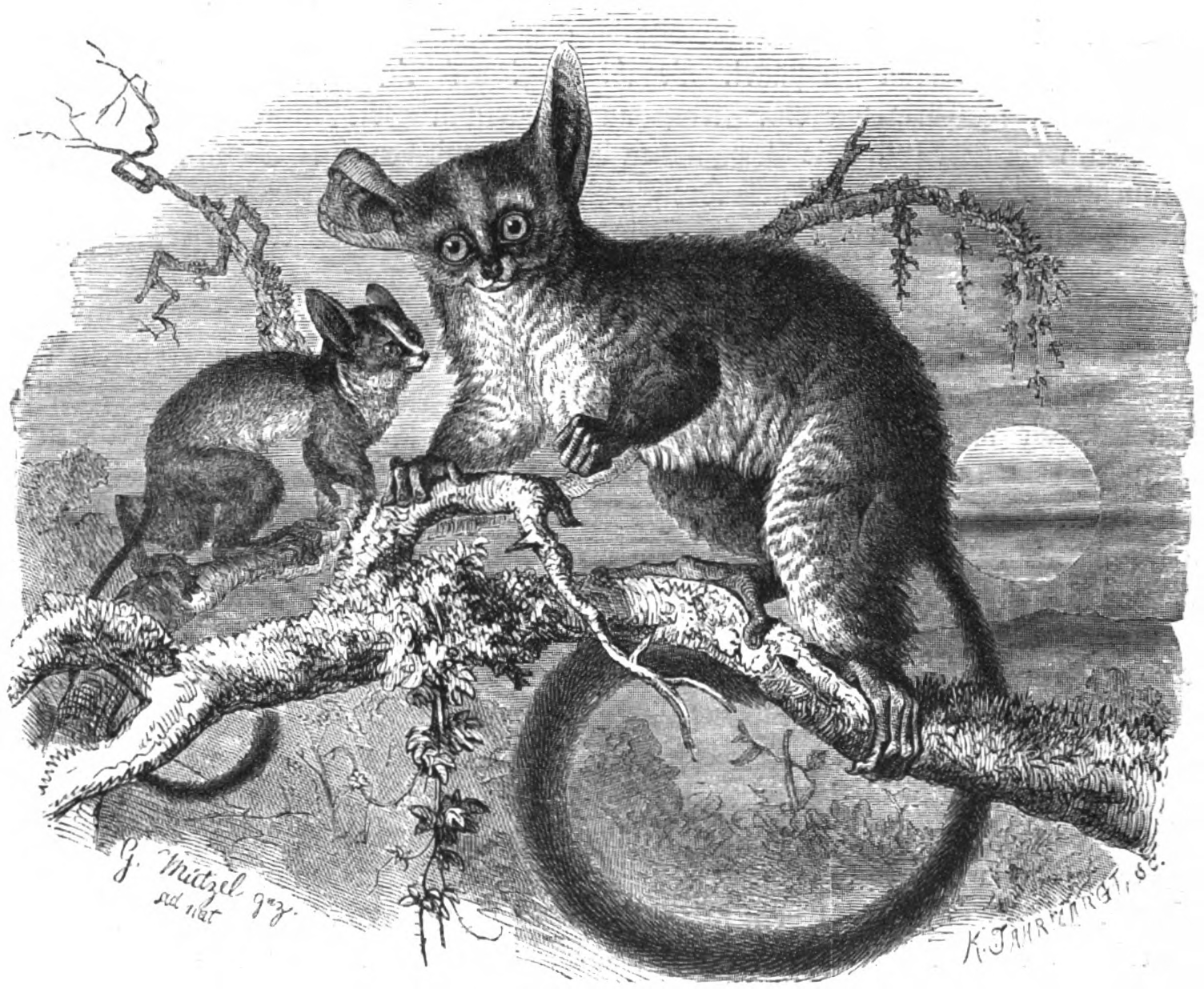
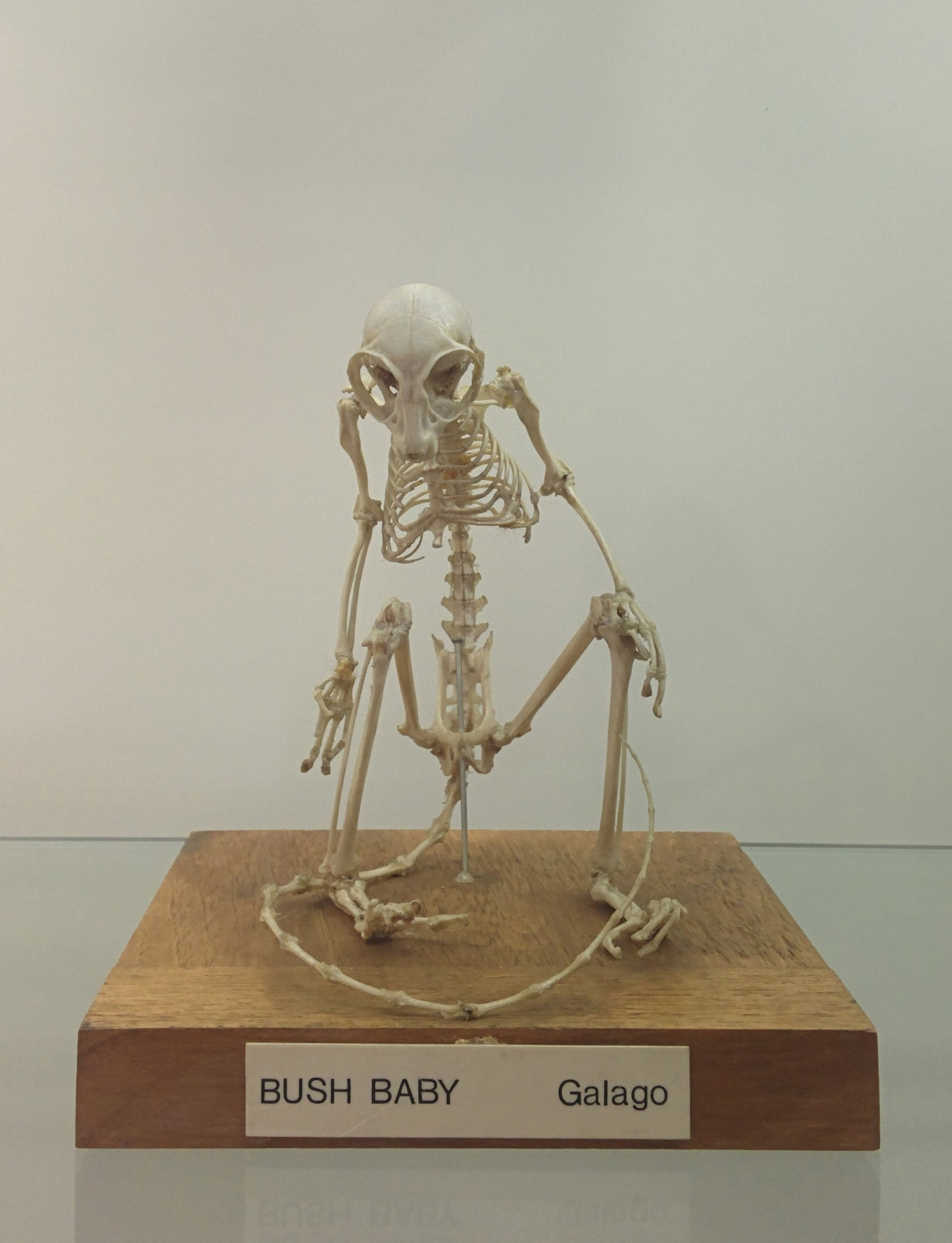

## Các loài
Chi này gồm các loài:
- Nhóm G. senegalensis
  - Galago senegalensis
  - Galago moholi
  - Galago gallarum
- Nhóm G. matschiei
  - Galago matschiei